# Villar de Ciervos
Villar de Ciervos (o Villar de Ciervos de Somoza) es una localidad y pedanía del municipio de Santa Colomba de Somoza, en la comarca de la Maragatería, provincia de León, comunidad autónoma de Castilla y León, España.

## Contexto geográfico
Debido a la masiva emigración de la década de 1960 el pueblo se encuentra actualmente en un estado de semi-abandono, pero en la época estival se abren muchas casas.
El pueblo está asentado a los pies del Monte de Sanamede (San Mamede o Salamedes) y en las hondanadas de los arroyos de Villar de Ciervos y Abranco. De este pueblo surgen diversos caminos que llevan a Prada de la Sierra, Lucillo, Busnadiego, Valdemanzanas, Turienzo de los Caballeros y Andiñuela.

## Barrios
El pueblo está dividido en dos barrios: El barrio de la Iglesia, y el Barrio del Solano.
El barrio de la Iglesia se encuentra entre el arroyo Abranco y el arroyo de Villar de Ciervos. En él se encuentra la iglesia parroquial. Esta iglesia está puesta bajo el patrocinio de San Miguel, y es una de las muestras del arte de la comarca de Maragatería. También en este barrio se encuentra una pintoresca fuente que muestra su abandono, además de un pilón de agua potable y el cementerio.
El barrio del Solano, también conocido como de la Ermita, o de Arriba, se encuentra en la parte norte del pueblo, tras cruzar el arroyo de Villar de Ciervos. En este barrio son sobresalientes algunas casas y pajares. Son pintorescas las soberas que aún resisten en las techumbres de las antiguas edificaciones. Tiene este barrio una ermita que celebra su fiesta en mayo. Está la ermita dedicada al Santo Cristo de la Vera Cruz, y se compone de una sola nave bajo un tejado a dos aguas.

## Flora y fauna

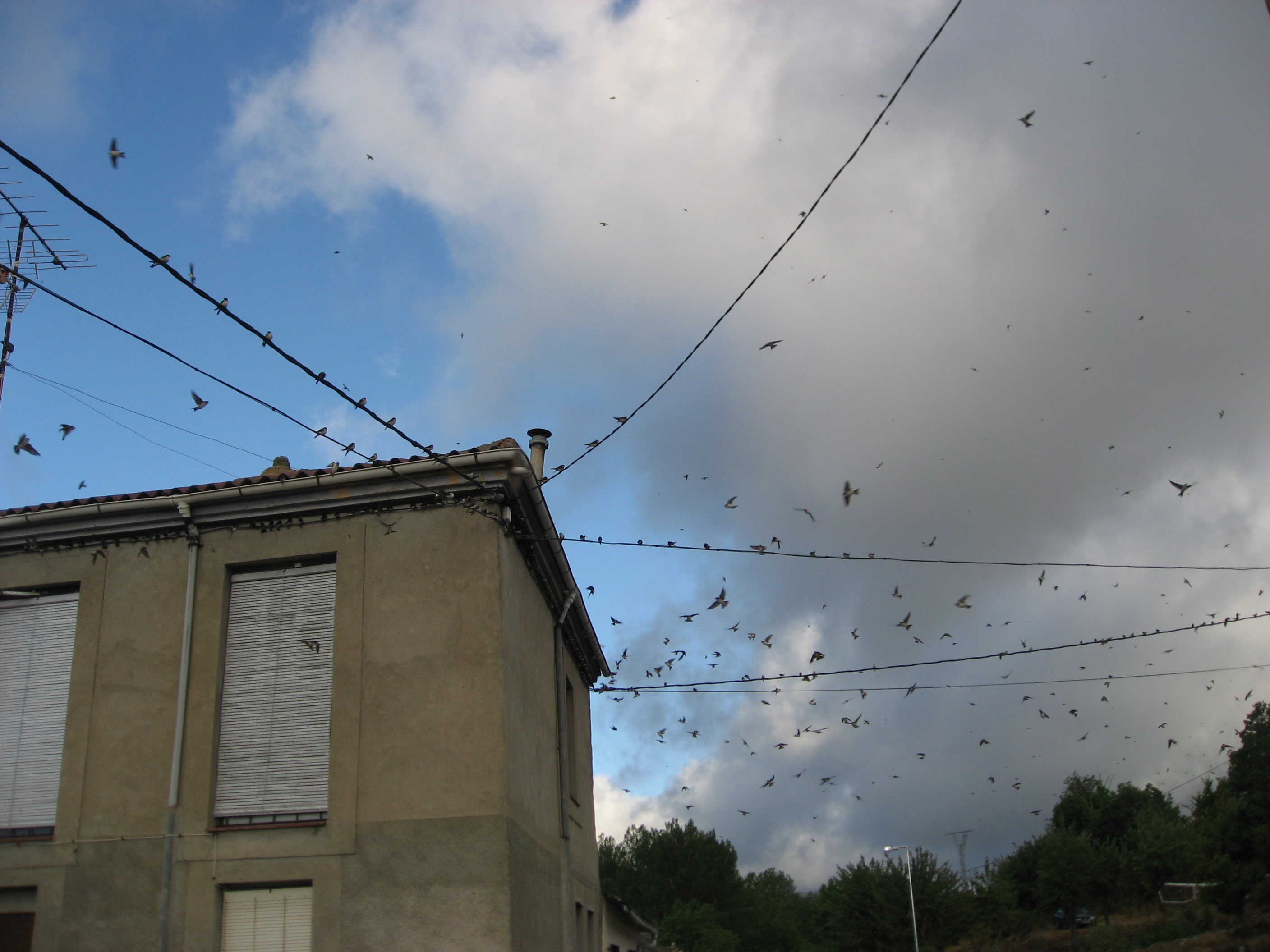
Golondrinas en Primavera

El monte se conforma principalmente de robles y en su límite con Prada de la Sierra abundan los pinos de repoblación. En sus explanadas abundan el bajo matorral y junqueras, debido a las charcas que hay. En cuanto a la fauna, principalmente se compone de jabalíes, corzos, zorros, águilas, liebres y perdices. Cabe añadir que, aunque en menor medida, también hay lobos y diversas clases de lagartos y culebras, además de una gran variedad de especies de aves.

## Economía local
Las principales actividades de este pueblo son la agricultura, la horticultura, la apicultura y la ganadería.